# Luis de Santa María Nanacacipactzin
Don Luis de Santa María Nanacacipactzin, también conocido como Cipac, fue el último tlatoani («rey») del altepetl nahua de Tenochtitlan, así como su gobernador bajo el sistema de gobierno colonial español. El anterior gobernante, Cristóbal de Guzmán Cecetzin, había muerto en 1562, Nanacacipactzin fue instalado el 30 de septiembre de 1563 y gobernó hasta su muerte el 27 de diciembre de 1565.
Su gobierno estuvo dominado por disputas con el gobierno colonial español sobre el pago de tributos. En enero de 1564, el virreinato aprobó una ley que obligaba a los tenochcas a pagar 14.000 pesos de tributo anual, así como un importante pago en maíz. Nanacacipactzin se resistió a esta exigencia y tuvo que hacer frente a una serie de pleitos apoyados por los españoles, llegando incluso a ser arrestado durante tres días en septiembre de 1564 por no conseguir que se aceptaran los nuevos pagos. Su salud mental y física empeoró, lo que probablemente contribuyó a su muerte en diciembre de 1565.
Con la muerte de Nanacacipactzin, el gobierno de Tenochtitlan por parte de los tlatoque dinásticos (plural de tlatoani) llegó a su fin. Como gobernador, le sucedió en 1568 Francisco Jiménez, que era oriundo de Tecamachalco y no de Tenochtitlan.
Su nombre náhuatl, Nanacacipactli (o Nanacacipactzin en la forma honorífica), significa literalmente «caimán hongo». Al parecer, su nombre de nacimiento era simplemente Cipactli «caimán», y el elemento «hongo» se añadió como apodo, posiblemente debido a la percepción de que era ineficaz para resistirse a las demandas de tributo españolas.